# 多利什涅 (新羅茲迪爾市鎮)
49°28′39″N 24°12′41″E / 49.47750°N 24.21139°E
多利什涅（烏克蘭語：Долішнє），是烏克蘭的村庄，位於該國西部利沃夫州，由斯特雷區新羅茲迪爾市鎮負責管轄，始建於1556年，面積0.83平方公里，海拔高度270米，人口330，人口密度每平方公里407.72人。